# 335

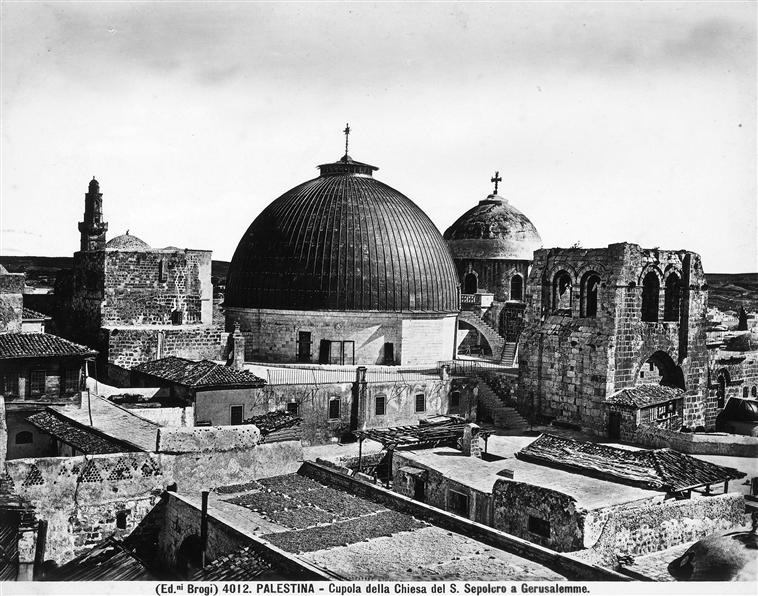
De Heilig Grafkerk in Jeruzalem

Het jaar 335 is het 35e jaar in de 4e eeuw volgens de christelijke jaartelling.

## Gebeurtenissen

### Klein-Azië
- Keizer Constantijn de Grote benoemt zijn neef Hannibalianus tot koning van Armenië en Pontus. Hij krijgt de eretitel Rex Regum ("Koning der Koningen").

### Palestina
- Constantijn I roept tijdens de synodes in Jeruzalem en Tyrus de bisschoppen bijeen. Athanasius van Alexandrië wordt afgezet en verbannen naar Trier.
- 13 september - De Heilige Grafkerk wordt door Constantijn I ingewijd. Arius wordt in ere hersteld en is tijdens de ceremonie van de Kerk aanwezig.

### Europa
- Slag aan de Moeresjoel: De Vandaalse Asdingen onder leiding van koning Wisimar, verslaan de Visigoten bij de rivier de Mureş (huidige Roemenië).
- 18 september - Flavius Dalmatius, neef van Constantijn I, wordt benoemd tot Caesar. Hij krijgt het bestuur over Achaea, Thracië en Macedonië.

### Egypte
- Het Paromeosklooster wordt gesticht, het is een van de eerste christelijke kloosters.

### Italië
- Paus Marcus (335-336) volgt Silvester I op als 34e paus van Rome. Tijdens zijn pontificaat wordt een lijst van martelaren (Depositio Martyrum) opgesteld.

### India
- Koning Samudra-Gupta (335-375) regeert over het Guptarijk en verovert het rijk van de Kushana. Hij onderwerpt de koninkrijken Rajasthan en Uttar Pradesh.

## Geboren
- Flavius Rufinus, Romeins consul en staatsman (waarschijnlijke datum)
- Gregorius van Nyssa, christelijke bisschop en kerkvader (waarschijnlijke datum)
- Magnus Maximus, keizer van het West-Romeinse Rijk (waarschijnlijke datum)

## Overleden
- Agritius van Trier, bisschop van Trier
- Wisimar, koning van de Vandalen
- 31 december - Paus Silvester I